# ارتش‌های سبز

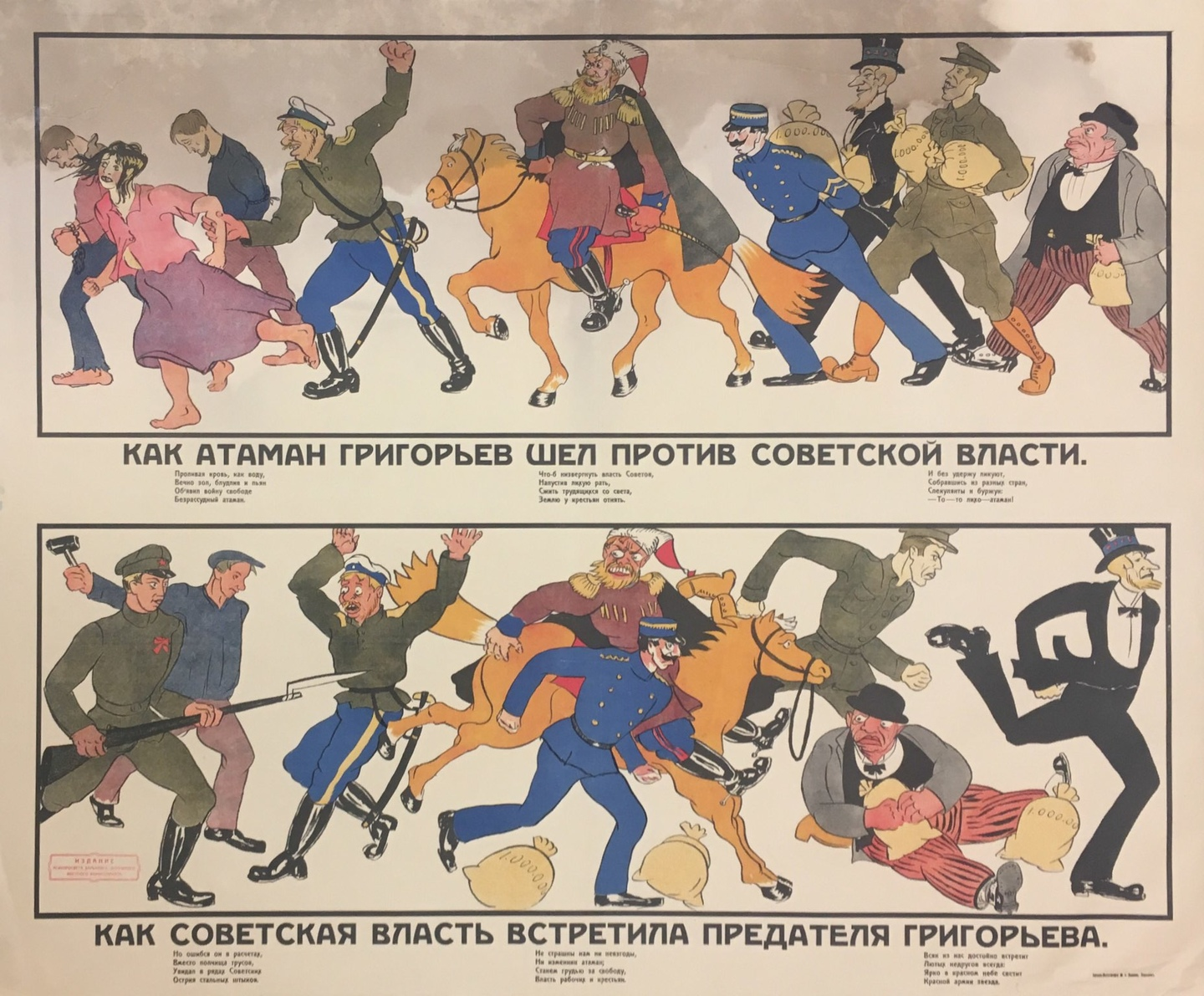
ارتش‌های سبز

ارتش‌های سبز (روسی: Зеленоармейцы) گروه‌های مسلح دهقانی بودند که از ۱۹۱۷ تا ۱۹۲۲ علیه تمام دولت‌های جنگ داخلی روسیه جنگیدند. ارتش‌های سبز شبه نظامیان محلی نیمه سازمان یافته بودند که با بلشویک‌ها، ارتش سفید و مداخلات خارجی مخالف بودند و برای حفاظت از جوامع خود از تقاضاها و مجازات‌های انجام شده توسط اشخاص ثالث مبارزه کردند. ارتش‌های سبز از لحاظ سیاسی و ایدئولوژیک خنثی بودند، اما گاهی اوقات با حزب سوسیالیست-انقلابی همراه بود که تا حد زیادی بزرگترین گروه مجلس مؤسسان روسیه بود که در سال ۱۹۱۷ انتخاب شد. ارتش‌های سبز حداقل در اکثر روستاها حمایت خود را از دست دادند، پایه، دهقانان، عمدتاً تمایل داشتند که مبارزات فعال را در طول جنگ داخلی روسیه بگذراند و در نهایت پس از پیروزی بلشویک در سال ۱۹۲۲ به نتیجه رسید.
| الگو:جعبه ارتش